# Musculus pectineus
De musculus pectineus of schaambeenkamspier is een skeletspier in het bovenbeen die zijn oorsprong heeft op het schaambeen en aanhecht op het dijbeen. De musculus pectineus zorgt voor de adductie van de heup, maar ook nog voor een lichte anteflexie.